# Dalla vita in poi
Dalla vita in poi è un film del 2010 diretto da Gianfrancesco Lazotti.
Tratto da una storia vera, è stato distribuito nelle sale cinematografiche a partire dal 19 novembre 2010.

## Trama
Rosalba ama Danilo, un ragazzo che dovrà trascorrere parecchi anni in carcere. Per alleviargli la sofferenza della detenzione decide di scrivergli ogni giorno una lettera, dolce, appassionata, lirica. Ma tradurre in parole i suoi sentimenti non le riesce facile e ricorre all'aiuto di Katia, la sua amica del cuore, costretta a vivere su una sedia a rotelle. Katia si ritrova dunque a fare il "suggeritore d'amore", proprio come Cyrano de Bergerac.
Un gioco che ben presto si rivela pericoloso. Quelle emozioni, quegli slanci poetici pensati per Rosalba, col passare del tempo diventano suoi, così come sente che le appartengono le risposte appassionate di Danilo. Quando Rosalba e Danilo si lasciano, Katia decide di andarlo a conoscere in carcere per vedere che aspetto abbia l'uomo di cui è innamorata. Non avendo nessun grado di parentela che la colleghi al detenuto il permesso non le viene accordato ma la volontà di Katia è più ostinata dei regolamenti e alla fine l'incontro avviene. È il momento più emozionante della sua vita. Ne seguono altri, d'incontri, difficili e per nulla intimi nel gelido parlatorio e alla fine anche Danilo si innamora di lei. I due decidono di sposarsi. Tutto il carcere partecipa. Quando il giudice accorda a Danilo il primo permesso per incontrare la sua giovane moglie fuori dal carcere, Katia, con la complicità di Rosalba, gli organizza una fuga. Danilo naturalmente coglie al volo l'occasione ma mentre sta fuggendo capisce che la vita del latitante lo allontanerà da Katia, da cui ormai è fatalmente dipendente. Decide così di rientrare in carcere, e di rimettere ogni cosa al suo posto.

## Premi
- Special Grand Prize of the Jury (Montreal World Film Festival): Gianfrancesco Lazotti
- Golden Tauro al miglior film (Taormina Film Fest): Gianfrancesco Lazotti
- Golden Tauro al miglior attore (Taormina Film Fest): Filippo Nigro
- Golden Tauro alla miglior attrice (Taormina Film Fest): Cristiana Capotondi
- Miglior regia al Magna Grecia Film Festival a Gianfrancesco Lazotti
- Gran Prix Serge Leca Film Festival Ajaccio miglior film
- Gran premio speciale del pubblico Film Festival Atlanta